# Jackie Sewell
Pour les articles homonymes, voir Sewell.
Jackie Sewell, né le 24 janvier 1927 à Whitehaven et mort le 26 septembre 2016, est un footballeur qui évolue au poste d'attaquant. Il est international anglais puis international zambien.

## Biographie

### En club
En 1951, il est transféré de Notts County à Sheffield Wednesday pour 34 500 de livres sterling, ce qui constitue le record du plus gros transfert dans le football britannique (en) à l'époque.
Il dispute un total de 510 matchs au sein des championnats anglais, inscrivant 228 buts. A trois reprises, il dépasse le cap des 20 buts : en 1946-1947 (21 buts), 1948-1949 (26 buts), et 1951-1952 (23 buts).

### En sélections
Avec l'équipe d'Angleterre, Jackie Sewell compte six matchs pour trois buts inscrits. 
Il joue son premier match en équipe nationale le 14 novembre 1951, contre l'Irlande du Nord. Il reçoit sa dernière sélection le 23 mai 1954, contre la Hongrie.
Il inscrit son premier but avec l'Angleterre le 25 mai 1952, contre l'Autriche. Trois jours plus tard, il récidive en marquant un but contre la Suisse. Par la suite, il ouvre le score pour son équipe lors du fameux match Angleterre — Hongrie  de 1953 (défaite 3-6).
Après l'indépendance de la Zambie, il joue dix matchs en faveur de la sélection zambienne, marquant sept buts.